# 田熊常吉

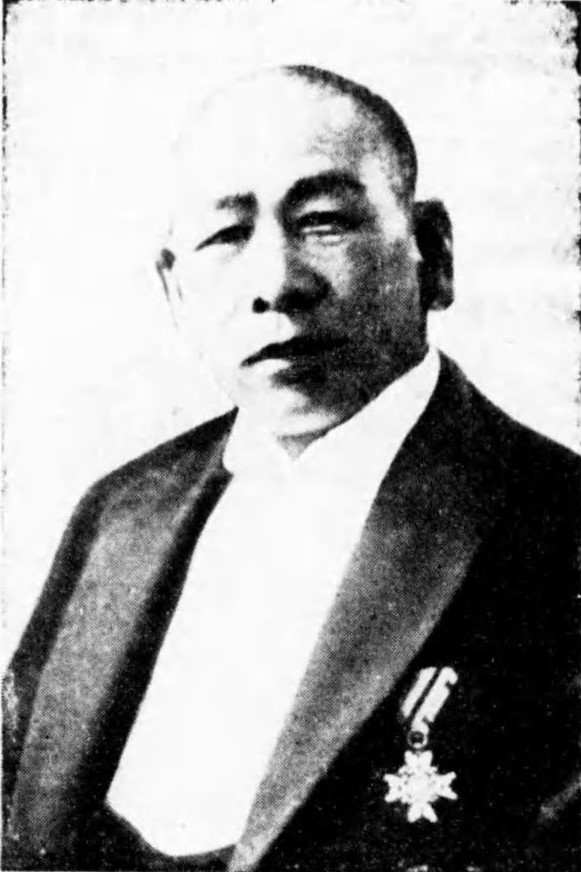
田熊常吉

田熊 常吉（たくま つねきち、1872年3月16日〈明治5年2月8日〉 - 1953年〈昭和28年〉12月22日）は、日本の実業家、発明家。独自のボイラー（タクマ式ボイラー）を発明した。株式会社タクマ創立者。

## 経歴
1872年、鳥取県東伯郡大誠村（現北栄町）で生まれる。医師の下働きから商人を目指し、30歳すぎには材木商として成功を収める。30歳代後半に製材用のボイラー製造事業に出資するも失敗して多額の負債を負う。その後は独自にボイラーの研究を独力で進め、
1912年にタクマ式ボイラーを発明。翌年には特許を取得。
1914年4月に大阪で開催された第2回発明品博覧会に出品して金賞を取ると、事業化を図り外国製ボイラーの輸入に歯止めがかかる規模の成功を収めた。1930年には、日本の十大発明家の一人として宮中賜餐を受けた。1936年6月、自宅に田熊常吉研究所（現在の株式会社タクマ）を設立。

## 受章歴
- 1928年 - 勲五等瑞宝章
- 1954年 - 従五位・勲四等瑞宝章（追贈）

## 著作
- 『日本精神による發明道の提唱 タクマ式及つねきちボイラ並びに『田熊研究所』』田熊研究所、1937年9月。 NCID BA47816310。
- 『日本精神による発明道の実体 タクマ式及つねきちボイラの発明と事業化』（改訂3版）田熊研究所、1938年10月。
- 『田熊常吉自伝 生い立ちからタクマ式汽罐まで』タクマ技報編集委員会〈たくま技報 Vol.13特別号〉、2005年10月。全国書誌番号:20929741。